# CPH:DOX
Das 2003 gegründete CPH: DOX oder Copenhagen International Documentary Film Festival findet jährlich im März statt und ist eines der  besucherstärksten Dokumentarfilmfestivals weltweit.

## Geschichte
Das CPH:Dox entstand 2003 aus dem Vorgänger NatFilm Festival, dass seit 1990 in verschiedenen Städten Dänemarks durchgeführt wurde. Gegründet und bis 2021 geleitet wurde es von Tine Fischer, die danach die Direktion der Filmhochschule Den Danske Filmskole übernahm. Ihr folgt Niklas Engstrøm, der seit 2015 das Programm verantwortet.
2014 erhielten Fischer und ihr Team vom Dänischen Filminstitut den Preis Årets Sær-Bodil, weil sich CPH:DOX in äußerst kurzer Zeit als eines der wichtigen Filmfestivals Europas etabliert habe. Heute ist es eines der größten Dokumentarfilmfestivals. Vor der Covid-Pandemie vermeldete CHP:DOX für das Jahr 2019 über 114'000 Zuschauer. 2020 fand CPH:DOX nur virtuell, danach hybrid mit echten Filmvorführungen und mit digitalen Veranstaltungen statt.

## Ausrichtung
CPH:Dox konzentriert sich auf innovative Non-Fiction-Filme, Experimentalfilme und Filme von Künstlern. Für Aufsehen in der Dokumentarfilmwelt sorgte 2009, dass der essayistische Kunst-Film Trash Hump des Künstlers Harmony Korine mit DOX den Hauptpreis gewann. Im Folgejahr gewannen Roee Rosen und Hito Steyerl je einen Preis. Und auch für die Programmierung wurden namhafte Künstler eingeladen wie Animal Collective, Nan Goldin, Douglas Gordon, Ai Weiwei, The Yes Men oder Olafur Eliasson.
Die Filmindustrie-Formate CPH:Forum und CPH:Market bringen Käufer, Produzenten und Financiers zusammen. Seit 2011 zielt ART:FILM darauf ab, die Produktion langer Künstlerfilme zu ermöglichen.
CHP:DOX gehört zur Doc Alliance, in der sieben wichtige Dokumentarfilmfestivals Europas organisiert sind.

## Preise
Jurys vergeben in sieben internationalen Wettbewerben als Preise:
- CPH:DOX Award für internationale Langdokfilme
- New:Vision Preis für experimentelle und künstlerische Filme
- F:act Preis für Dokumentarfilme im Bereich von investigativem Journalismus
- Nordic:Dox Preis für skandinavische Filme
- Next:Wave Award für aufstrebende Filmer und Künstler
- Politiken:Danish:Dox Award den eine Jury aus Filmkritikern der dänischen Zeitung Politiken vergeben
- Doc Alliance Award, der gemeinsam vergeben wird von CPH:DOX und sechs weiteren Dokumentarfilmfestivals